# Powerslave
Powerslave je pátým studiovým albem britské heavy metalové kapely Iron Maiden. Album bylo vydáno 3. září 1984 a umístilo se na druhém místě britského žebříčku. Bylo propagováno mohutným celosvětovým turné World Slavery Tour, které skončilo po neuvěřitelných 190 koncertech. V roce 1998 vyšlo album znovu, ale obohacené o multimediální sekci.
Na albu je 8 skladeb. První dvě písně vyšly jako singly. Singl 2 Minutes to Midnight vyšel 6. srpna 1984 a singl Aces High vyšel 22. října 1984. Titulní píseň Powerslave je na albu jako sedmá a její děj se odehrává ve starém Egyptě. Album uzavírá píseň Rime of the Ancient Mariner. Tato píseň je dlouhá přes třináct minut a námětem pro ni se stala báseň Píseň o starém námořníkovi, kterou napsal anglický básník Samuel Taylor Coleridge (1772–1834).

## Seznam skladeb
Pokud není uvedeno jinak, autorem všech skladeb je Steve Harris.
| Pořadí | Název                                     | Autor                         | Délka |
| ------ | ----------------------------------------- | ----------------------------- | ----- |
| 1.     | Aces High                                 | Harris                        | 4:29  |
| 2.     | 2 Minutes to Midnight                     | Bruce Dickinson, Adrian Smith | 5:59  |
| 3.     | Losfer Words (Big 'Orra) (instrumentální) | Harris                        | 4:12  |
| 4.     | Flash of the Blade                        | Dickinson                     | 4:02  |
| 5.     | The Duellists                             | Harris                        | 6:06  |
| 6.     | Back in the Village                       | Dickinson, Smith              | 5:00  |
| 7.     | Powerslave                                | Dickinson                     | 7:07  |
| 8.     | Rime of the Ancient Mariner               | Harris                        | 13:34 |

## Bonusové skladby
1. "Rainbow's Gold" – 4:57
2. "Mission From 'Arry" – 6:42
3. "King Of Twilight" – 4:53
4. "Number Of The Beast (Živě)" – 4:57

## Sestava
- Bruce Dickinson – zpěv
- Dave Murray – kytara
- Adrian Smith – kytara, doprovodný zpěv
- Steve Harris – baskytara, doprovodný zpěv
- Nicko McBrain – bicí

- Frank Gibson – Pomocná režie
- George Marino – Mastering
- Simon Heyworth – Remastering
- Derek Riggs – Námět, ilustrace obalu
- Rod Smallwood – Design, návrh obalu
- Ross Halfin – Fotograf
- Moshe Brakha – Fotograf